# Guido Pozzo

Erzbischofswappen von Guido Pozzo

Guido Pozzo (* 26. Dezember 1951 in Triest) ist ein italienischer Geistlicher und Kurienerzbischof der römisch-katholischen Kirche.

## Leben
Guido Pozzo empfing am 24. September 1977 für das Bistum Triest die Priesterweihe. Er promovierte bei Karl Josef Becker. Seit dem 4. Mai 1987 war er Mitarbeiter in der Kongregation für die Glaubenslehre unter Joseph Kardinal Ratzinger. Zudem ist der Theologe Professor an der Päpstlichen Lateranuniversität und bis 2009 beigeordneter Sekretär der Internationalen Theologenkommission. Zum Sekretär der Päpstlichen Kommission Ecclesia Dei ernannte Papst Benedikt XVI. ihn am 8. Juli 2009, demselben Tag, an dem der Papst mit dem Motu proprio Ecclesiae unitatem die Kommission umstrukturiert und der Glaubenskongregation zugeordnet hatte.
Monsignore Pozzo leitete vom 26. Oktober 2009 bis ins Jahr 2012 die Gespräche vatikanischer Theologen mit Vertretern der Priesterbruderschaft St. Pius X. mit dem Ziel einer Wiederannäherung. Er ist Mitverfasser der am 13. Mai 2011 veröffentlichten Instruktion Universae Ecclesiae zur Ausführung des Motu proprio Summorum Pontificum.
Am 3. November 2012 ernannte ihn Benedikt XVI. zum Titularerzbischof von Balneoregium und bestellte ihn zum Päpstlichen Almosenier. Die Bischofsweihe spendete ihm Kardinalstaatssekretär Tarcisio Bertone SDB am 17. November desselben Jahres in der Basilika San Lorenzo in Damaso; Mitkonsekratoren waren Kurienerzbischof Gerhard Ludwig Müller und Erzbischof Giampaolo Crepaldi, Bischof von Triest.
Am 3. August 2013 ernannte ihn Papst Franziskus erneut zum Sekretär der Päpstlichen Kommission Ecclesia Dei. Dieses Amt hatte er bis zur Auflösung der Kommission Ecclesia Dei im Januar 2019 inne. Am 6. Februar 2016 ernannte ihn Papst Franziskus zum Mitglied der Kongregation für die Selig- und Heiligsprechungsprozesse.